# Stylogomphus lutantus
Stylogomphus lutantus – gatunek ważki z rodziny gadziogłówkowatych (Gomphidae). Występuje w Chinach; stwierdzony w Tybetańskim Regionie Autonomicznym.